# Ekuikui IV
Augusto Cachitiopolo, conhecido pelo título real de Ekuikui IV, (c. 1913 - 14 de janeiro de 2012) foi um nobre e político angolano, que serviu como Rei do Bailundo na Província do Huambo. Politicamente, Cachitiopolo serviu como membro da Assembleia Nacional de Angola e membro do comité central do MPLA.
O rei Ekuikui IV morreu de uma doença em 14 de janeiro de 2012, aos 98 anos.